# Leiestes seminiger
Leiestes seminiger es una especie de coleóptero de la familia Endomychidae.

## Distribución geográfica
Habita en Europa.